# Gunung Ujean
Gunung Ujean är ett berg i Indonesien.   Det ligger i provinsen Aceh, i den västra delen av landet, 1 700 km nordväst om huvudstaden Jakarta. Toppen på Gunung Ujean är 838 meter över havet, eller 568 meter över den omgivande terrängen. Bredden vid basen är 10,5 km.
Terrängen runt Gunung Ujean är huvudsakligen kuperad, men åt sydväst är den platt.Runt Gunung Ujean är det ganska tätbefolkat, med 116 invånare per kvadratkilometer. Det finns inga samhällen i närheten. I omgivningarna runt Gunung Ujean växer i huvudsak städsegrön lövskog.